# 끝나지 않은 이야기
《끝나지 않은 이야기》(영어: Unfinished Tales of Númenor and Middle-earth)는 존 로널드 루엘 톨킨이 일생에 끝마치진 못한 이야기들을 모아 엮어낸 것이다. 그의 아들 크리스토퍼 톨킨이 1980년에 편집하고 출판하였다.
단편 이야기들이 일관된 작품으로 연결되게 수정되어 있는 《실마릴리온》과는 달리, 《끝나지 않은 이야기》는 최대한 수정을 피하여서 인명, 지명들이 다른 것들이 많다. (저자는 작성중인 초안에서 한 인물에게 다양한 이름들을 시도하였다.). 따라서 이중 몇몇은 불완전한 이야기이나, 나머지는 가운데땅에 대한 정보이다. 하지만 크리스토퍼 톨킨이 모호한 부분에는 주석을 달아 설명하였다.
《실마릴리온》과 마찬가지로, 크리스토퍼 톨킨은 《끝나지 않은 이야기》를 그의 아버지가 남긴 저작물에 대한 연구를 끝마치기 전에 편집하고 출판하였다. 《끝나지 않은 이야기》에서 《반지의 제왕》에 간략하게만 언급된 인물과 사건, 장소에 관해 더 자세한 정보를 알 수 있다. 예를 들면, 간달프와 다른 이스타리 (마법사)의 기원, 이실두르의 죽음, 글래든 벌판에서 절대반지의 실종, 로한 왕국의 설립같은 이야기들이 있다.
특히 알다리온과 에렌디스의 이야기는 누메노르의 멸망 이전을 다룬, 유일하게 알려진 이야기이다. 누메노르의 지도또한 책에 포함되어 있다.
《끝나지 않은 이야기》의 상업적 성공으로 톨킨의 저서에 대한 인기는 꾸준하다 못해 증가했다는 것을 입증하였고, 결과에 고무된 크리스토퍼 톨킨은 가운데땅 이야기의 거의 모든 자료를 포함한 가운데땅의 역사(12부)를 기획하기 시작한다.

## 내용
1부: 제 1시대:
- "투오르와 그가 곤돌린에 옴에 대하여"
- "Narn i Hîn Húrin (후린의 아이들의 이야기)"

2부: 제 2시대:
- "누메노르 섬에 대한 기술"
- "알다리온과 에렌디스: 뱃사람의 아내"
- "엘로스의 가계: 누메노르의 왕들"
- "갈라드리엘과 켈레보른의 역사"

3부: 제 3시대:
- "글래든 벌판의 재난"
- "키리온과 에오를 그리고 곤도르와 로한의 우정"
- "에레보르 원정"
- "반지 수색"
- "아이센 여울의 전투들"

4부: 제 4시대:
- "드루에다인"
- "이스타리"
- "팔란티리"